# 1921 na ciência

## Eventos
- Otto Stern e  Walther Gerlach estabelecem o conceito de spin na mecânica quântica em partículas subatômicas.[1]

## Nascimentos
| Data            | Nome                          | Profissão                                                                             | Nacionalidade                                       | Observações | Ref                     |
| --------------- | ----------------------------- | ------------------------------------------------------------------------------------- | --------------------------------------------------- | --- | ----------------------- |
| 18 de janeiro   | Yoichiro Nambu                | físico                                                                                | Japão / Estados Unidos                              | Nobel de Física 2008 Medalha Max Planck 1985 Medalha Dirac 1986 Prémio Wolf de Física 1994 e 1995 | [ 2 ] [ 3 ] [ 4 ] [ 5 ] |
| 25 de janeiro   | Samuel Cohen                  | inventor da bomba de nêutrons                                                         | Estados Unidos                                      | m. 2010 |                         |
| 17 de fevereiro | José Morgado                  | matemático                                                                            | Portugal                                            | m. 2003 |                         |
| 22 de Fevereiro | Jean Duvignaud                | escritor, crítico de teatro, sociólogo, dramaturgo, ensaísta, cenógrafo e antropólogo | França                                              | m. 2007 |                         |
| 20 de março     | Hatten Schuyler Yoder         | geólogo                                                                               | Estados Unidos                                      | m. 2003 Medalha Arthur L. Day 1962 Medalha Wollaston 1979 Medalha Roebling 1992 | [ 6 ] [ 7 ] [ 8 ]       |
| 25 de março     | Mary Douglas                  | antropóloga social                                                                    | Reino Unido da Grã-Bretanha e Irlanda               | m. 2007 |                         |
| 11 de abril     | Leo Moser                     | matemático                                                                            | Áustria                                             | m. 1970 |                         |
| 15 de Abril     | Georgi Beregovoi              | cosmonauta                                                                            | República Socialista Federativa Soviética da Rússia | m. 1995 |                         |
| 19 de abril     | Leon Henkin                   | matemático                                                                            | Estados Unidos                                      | m. 2006 Prémio Chauvenet 1964 |                         |
| 5 de maio       | Arthur Schawlow               | físico                                                                                | Estados Unidos                                      | m. 1999 Nobel da Física 1981 | [ 2 ]                   |
| 12 de maio      | Andrei Sakharov               | físico                                                                                | República Socialista Federativa Soviética da Rússia | m. 1989 Nobel da Paz 1975 Prémio Lenin 1956 Prémio Stalin 1954 |                         |
| 18 de maio      | Olgierd Zienkiewicz           | matemático e engenheiro civil                                                         | Reino Unido da Grã-Bretanha e Irlanda               | m. 2009 Medalha Worcester Reed Warner 1980 Medalha Nathan M. Newmark 1980 Medalha Carl Friedrich Gauß 1987 Medalha Real 1990 Medalha de Ouro do IStructE 1991 Medalha Timoshenko 1998 Medalha Príncipe Filipe 2006 | [ 9 ] [ 10 ] [ 11 ]     |
| 20 de maio      | Hao Wang                      | matemático e filósofo                                                                 | China / Estados Unidos                              | m. 1995 |                         |
| 25 de maio      | Jack Steinberger              | físico                                                                                | República de Weimar / Estados Unidos                | Nobel da Física 1988 Medalha Matteucci 1990 | [ 2 ] [ 12 ]            |
| 8 de junho      | Alwyn Williams                | geólogo                                                                               | Reino Unido da Grã-Bretanha e Irlanda               | m. 2004 Medalha Bigsby 1961 Medalha Murchison 1973 | [ 13 ] [ 14 ]           |
| 18 de Julho     | John H. Glenn, Jr.            | astronauta                                                                            | Estados Unidos                                      | |                         |
| 14 de julho     | Geoffrey Wilkinson            | químico                                                                               | Reino Unido da Grã-Bretanha e Irlanda               | m. 1996 Nobel da Química 1973 Medalha Davy 1996 Medalha Real 1981 | [ 15 ] [ 16 ] [ 9 ]     |
| 15 de julho     | Robert Bruce Merrifield       | químico                                                                               | Estados Unidos                                      | m. 2006 Nobel da Química 1984 | [ 15 ]                  |
| 19 de julho     | Rosalyn Yalow                 | física nuclear                                                                        | Estados Unidos                                      | Nobel de Fisiologia ou Medicina 1977 | [ 17 ]                  |
| 16 de agosto    | Rudolf Trümpy                 | geólogo                                                                               | Suíça                                               | m. 2009 Medalha Penrose 1985 Medalha Eduard Sueß 1985 Medalha Gustav Steinmann 1998 Medalha Wollaston 2002 | [ 18 ] [ 7 ]            |
| 19 de setembro  | Paulo Freire                  | pedagogo                                                                              | Brasil                                              | m. 1977 |                         |
| 23 de setembro  | Albert Messiah                | físico                                                                                | França                                              | |                         |
| 24 de dezembro  | José Carlos Reis de Magalhães | ornitólogo                                                                            | Brasil                                              | m. 2002 |                         |
| ??              | Ralph Alpher                  | cosmólogo                                                                             | Estados Unidos                                      | m. 2007 |                         |

## Mortes
| Data           | Nome                                   | Profissão                | Nacionalidade                         | Observações                    | Ref          |
| -------------- | -------------------------------------- | ------------------------ | ------------------------------------- | ------------------------------ | ------------ |
| 6 de janeiro   | Lazarus Fletcher                       | geólogo e mineralogista  | Reino Unido da Grã-Bretanha e Irlanda | n. 1854 Medalha Wollaston 1912 | [ 7 ]        |
| 10 de janeiro  | Konstantin Sergejewitsch Mereschkowski | biólogo e botânico       | Império Russo                         | n. 1855                        |              |
| 1 de março     | Adalbert Ricken                        | micologista              | Alemanha                              | n. 1851                        |              |
| 16 de março    | Olinto De Pretto                       | físico                   | Itália                                | n. 1857                        |              |
| 13 de julho    | Gabriel Lippmann                       | físico                   | França                                | n. 1845 Nobel da Física 1908   | [ 2 ]        |
| 6 de setembro  | Henry Woodward                         | geólogo                  | Reino Unido da Grã-Bretanha e Irlanda | n. 1832 Medalha Wollaston 1906 | [ 19 ] [ 7 ] |
| 28 de outubro  | William Bruce                          | oceanógrafo e explorador | Reino Unido da Grã-Bretanha e Irlanda | n. 1867                        |              |
| 29 de outubro  | Wilhelm Erb                            | neurologista             | Alemanha                              | n. 1840                        |              |
| 30 de novembro | Hermann Amandus Schwarz                | matemático               | Alemanha                              | n. 1843                        |              |
| 12 de dezembro | Henrietta Leavitt                      | astrónoma                | Estados Unidos                        | n. 1868                        |              |
| 13 de dezembro | Max Noether                            | matemático               | Alemanha                              | n. 1844                        |              |
| 15 de dezembro | Leo Königsberger                       | matemático               | Alemanha                              | n. 1837                        |              |

## Prémios

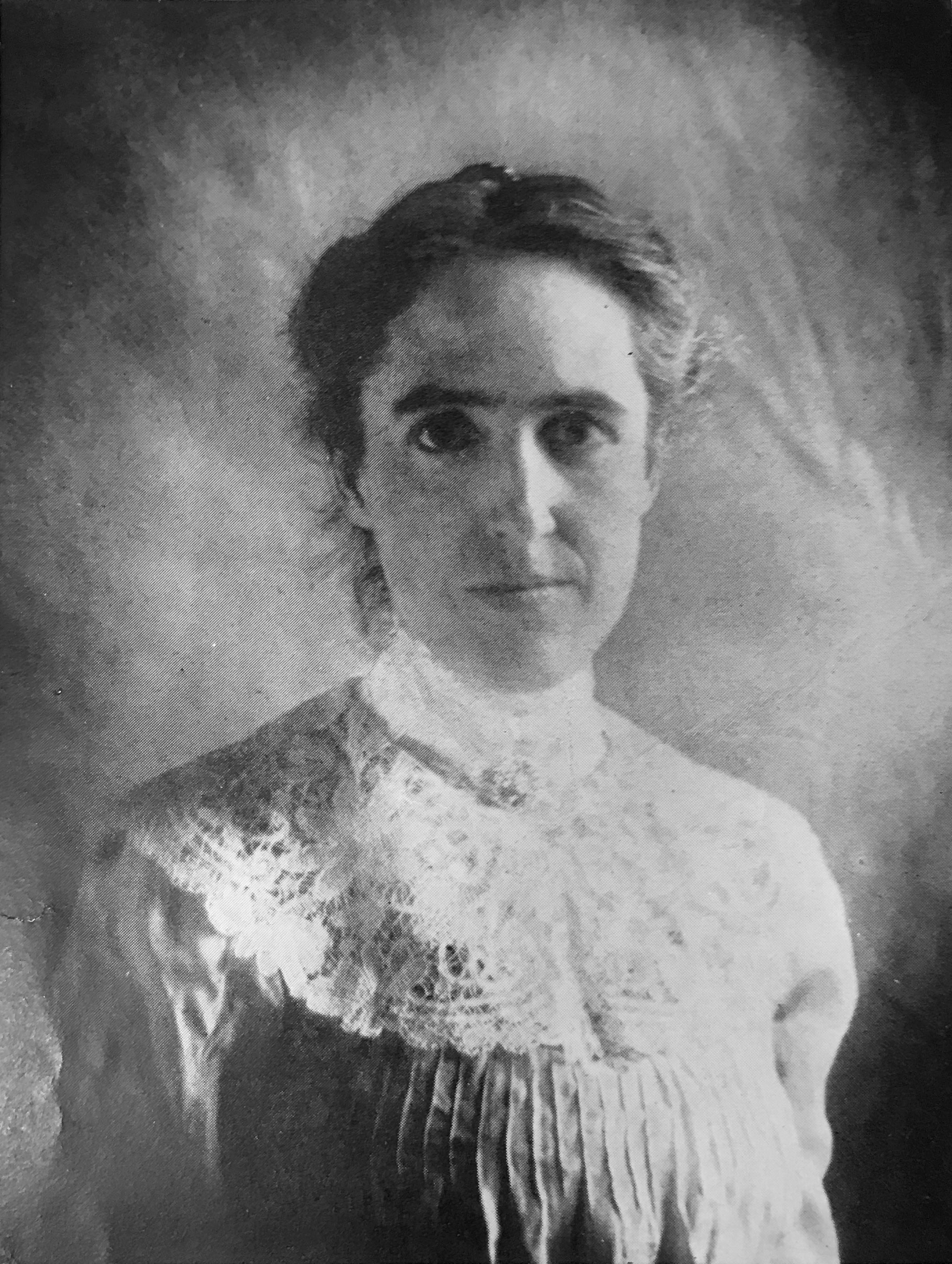
Henrietta Leavitt (1868-1921)

### Medalha Bigsby
- Lewis Leigh Fermor[13]

### Medalha Bruce
- Henri A. Deslandres[20]

### Medalha Copley
- Joseph Larmor[21]

### Medalha Davy
- Philippe A Guye[16]

### Medalha Edison IEEE
- Cummings C. Chesney[22]

### Medalha Guy de prata
- A.W. Flux[23]

### Medalha de Honra IEEE
- Reginald A. Fessenden[24]

### Medalha Hughes
- Niels Bohr[25]

### Medalha Lyell
- Emmanuel de Margerie[26]

### Medalha Mary Clark Thompson
- Charles Doolittle Walcott[27]

### Medalha Matteucci
- Albert Einstein[12]

### Medalha Murchison
- Edgar Sterling Cobbold[14]

### Medalha de Ouro da Royal Astronomical Society
- Henry Norris Russell[28]

### Medalha Real
- Astronomia - Frank Dyson[9]
- Botânica - Frederick Blackman[9]

### Medalha Wollaston
- Benjamin Neeve Peach[7]

### Prémio Nobel
- Física - Albert Einstein.[2]
- Química - Frederick Soddy.[15]
- Medicina - não atribuído.